# Saint-Mesmin (Aube)
Saint-Mesmin is een gemeente in het Franse departement Aube (regio Grand Est) en telt 845 inwoners (2004). De plaats maakt deel uit van het arrondissement Nogent-sur-Seine.

## Geografie
De oppervlakte van Saint-Mesmin bedraagt 16,2 km², de bevolkingsdichtheid is 52,2 inwoners per km².
De onderstaande kaart toont de ligging van Saint-Mesmin (Aube) met de belangrijkste infrastructuur en aangrenzende gemeenten.

## Demografie
Onderstaande figuur toont het verloop van het inwonertal (bron: INSEE-tellingen).

Vanwege een beveiligingsprobleem met de MediaWiki Graph-software is het momenteel niet mogelijk deze grafiek weer te geven. Zodra de software is bijgewerkt zal de grafiek vanzelf weer zichtbaar worden.